# Franz Werner
Franz Werner (15. august 1867 i Wien - 28. februar 1939 sammesteds) var en østrigsk zoolog og opdagelsesrejsende . Specialiseret som  herpetolog og entomolog, Werner har beskrevet talrige arter og andre systematiske enheder af frøer, slanger, insekter og andre organismer.